# Национални спорт
Национални спорт се сматра значајним делом културе једне нације. Неки спортови су дефакто национални спортови, као што је сумо у Јапану и Галске игре у Ирској и хокеј на трави у Пакистану, док су други дејуре (установљени законом) национални спортови, као што је теквондо у Јужној Кореји.

## Званично национални спортови
Спортови који су законом или на било који други службени начин проглашени националним спортом.
| Држава/територија | Спорт                 | Година | Извор         |
| ----------------- | --------------------- | ------ | ------------- |
| Аргентина         | Пато                  | 1953.  | [ 1 ]         |
| Канада            | Хокеј на леду, лакрос | 1994.  | [ 2 ]         |
| Чиле              | Родео                 | 1962.  | [ 3 ]         |
| Колумбија         | Техо                  | 2000.  | [ 4 ] [ 5 ]   |
| Мексико           | Чарерија              | 1933.  | [ 6 ]         |
| Непал             | Одбојка               | 2017.  | [ 7 ]         |
| Филипини          | Арнис                 | 2009.  | [ 8 ]         |
| Порто Рико        | Пасо Фино             | 1966.  | [ 9 ]         |
| Јужна Кореја      | Теквондо              | 2018.  | [ 10 ] [ 11 ] |
| Уругвај           | Дома Гауча            | 2006.  | [ 12 ] [ 13 ] |